# Neoplan Tourliner
Neoplan N2216 SHD Tourliner — 12-метровый туристический автобус, 3-звёздочный по комфорту, выпускаемый в Штутгарте, Германия с 2003 года. Имеет несколько модификаций, главной является N2216 SHD.

## Общее описание
Tourliner рассчитан как на экскурсионные поездки по городу, так и на дальние интернациональные перевозки. По габаритам автобус 12-метровый в длину, в высоту 3,8 метра и в ширину 2,6 м, его кузов несущий, лобовое стекло изогнутое, стеклоочистители расположен один над другим, бампер передка разделен надвое, на нижней части расположены по три прозрачных, высокой мощности фары с каждой стороны а также 2-4 дополнительных, бампер резко очерченный, стальной. Вдоль боков расположены по 6 габаритных огней, задок автобуса имеет сварной резко очерченный бампер. Автобус двухосный (иногда трёхосный), колесная формула 4×2) и имеет две двери с тремя достаточно высокими ступеньками, ведущими в салон. Ступени дополнительно освещаются небольшими плафонами подсветки, металлические части ступенек, чтобы избежать травматизма, обиты ворсовым покрытием. Имеется большой багажный отсек, объём которого 12,6 м³.
Вместительность салона автобуса 48-63 чел., кресла для сидения могут видоизменяться и переноситься, или устанавливаться новые. Кресла высокие, с стандартным набором удобств — могут выдвигаться до 25 сантиметров назад (обычно во время откидывания, хотя не всегда) и большой угол откидывания — 130—140°. Кресла ортопедические, что позволяет пассажирам комфортно чувствовать себя во время поездок. На спинках кресел установлены: откидной министолик с подстаканником для бутылки небольшого размера (0,5—1 литр), что также может применяться для удержания плоских вещей; пепельницу; ящичек для содержания небольших вещей типа «vógel sitze». Кресла расположены попарно в 16 рядов.
В салоне установлены 2 LCD панели типа «Noge», дублирующие показ главного телевизора у водителя.
Кресло водителя отличается от пассажирских и имеет два ремня безопасности; приборные доска сделана закруглённой. Все кнопки на панели легко читаются и индивидуально подсвечены. В салоне действует двойное освещение плафонов лампами на кайме крыши и подсветка синего цвета. Спереди автобуса поставлены электронные часы с синими цифрами.
Также автобус имеет холодильник, кофеварку, туалетную кабинку и GPRS. Из технических систем имеются антипробуксовочная, антиблокировочная и дополнительная тормозная системы, также имеются ограничители максимальной скорости.